# الحلو (الحيمة الخارجية)

تعديل مصدري - تعديل

الحلو هي إحدى قرى عزلة بنى شمهان بمديرية الحيمة الخارجية التابعة لمحافظة صنعاء، بلغ تعداد سكانها 159 نسمة حسب تعداد اليمن لعام 2004.